# Berry-Bouy
Berry-Bouy és un municipi francès, situat al departament de Cher i a la regió de Centre – Vall del Loira. L'any 2007 tenia 1.113 habitants.

## Demografia

### Població
El 2007 la població de fet de Berry-Bouy era de 1.113 persones. Hi havia 420 famílies, de les quals 66 eren unipersonals (27 homes vivint sols i 39 dones vivint soles), 169 parelles sense fills, 181 parelles amb fills i 4 famílies monoparentals amb fills.
La població ha evolucionat segons el següent gràfic:
Habitants censats

### Habitatges
El 2007 hi havia 463 habitatges, 423 eren l'habitatge principal de la família, 16 eren segones residències i 24 estaven desocupats. Tots els 459 habitatges eren cases. Dels 423 habitatges principals, 337 estaven ocupats pels seus propietaris, 77 estaven llogats i ocupats pels llogaters i 10 estaven cedits a títol gratuït; 14 tenien dues cambres, 37 en tenien tres, 120 en tenien quatre i 252 en tenien cinc o més. 343 habitatges disposaven pel capbaix d'una plaça de pàrquing. A 146 habitatges hi havia un automòbil i a 262 n'hi havia dos o més.

### Piràmide de població
La piràmide de població per edats i sexe el 2009 era:
| Homes | Edats   | Dones |
| ----- | ------- | ----- |
| 0     | 95 o +  | 0     |
| 0     | 90 a 94 | 4     |
| 0     | 85 a 89 | 4     |
| 0     | 80 a 84 | 4     |
| 12    | 75 a 79 | 12    |
| 16    | 70 a 74 | 0     |
| 24    | 65 a 69 | 20    |
| 24    | 60 a 64 | 40    |
| 20    | 55 a 59 | 16    |
| 52    | 50 a 54 | 48    |
| 60    | 45 a 49 | 64    |
| 32    | 40 a 44 | 20    |
| 32    | 35 a 39 | 36    |
| 36    | 30 a 34 | 44    |
| 24    | 25 a 29 | 16    |
| 12    | 20 a 24 | 28    |
| 32    | 15 a 19 | 20    |
| 60    | 10 a 14 | 40    |
| 36    | 5 a 9   | 32    |
| 20    | 0 a 4   | 20    |

## Economia
El 2007 la població en edat de treballar era de 759 persones, 573 eren actives i 186 eren inactives. De les 573 persones actives 531 estaven ocupades (273 homes i 258 dones) i 43 estaven aturades (18 homes i 25 dones). De les 186 persones inactives 76 estaven jubilades, 76 estaven estudiant i 34 estaven classificades com a «altres inactius».

### Ingressos
El 2009 a Berry-Bouy hi havia 439 unitats fiscals que integraven 1.159 persones, la mediana anual d'ingressos fiscals per persona era de 21.110,5 €.

### Activitats econòmiques
Dels 35 establiments que hi havia el 2007, 1 era d'una empresa alimentària, 1 d'una empresa de fabricació de material elèctric, 4 d'empreses de fabricació d'altres productes industrials, 6 d'empreses de construcció, 8 d'empreses de comerç i reparació d'automòbils, 1 d'una empresa de transport, 2 d'empreses d'hostatgeria i restauració, 1 d'una empresa financera, 3 d'empreses immobiliàries, 6 d'empreses de serveis i 2 d'empreses classificades com a «altres activitats de serveis».
Dels 12 establiments de servei als particulars que hi havia el 2009, 2 eren tallers de reparació d'automòbils i de material agrícola, 2 paletes, 2 guixaires pintors, 2 electricistes, 1 perruqueria, 1 restaurant i 2 agències immobiliàries.
L'únic establiment comercial que hi havia el 2009 era una fleca.
L'any 2000 a Berry-Bouy hi havia 22 explotacions agrícoles que ocupaven un total de 2.793 hectàrees.

## Equipaments sanitaris i escolars
El 2009 hi havia una escola elemental.

## Poblacions més properes
El següent diagrama mostra les poblacions més properes.